# Ludgeřovice
Ludgeřovice (en allemand : Ludgierzowitz, de 1939 à 1945 : Ludgerstal ; en polonais : Ludgierzowice) est une commune du district d'Opava, dans la région de Moravie-Silésie, en République tchèque. Sa population s'élevait à 4 980 habitants en 2024.

## Géographie
Ludgeřovice se trouve à 4 km à l'est-sud-est de Hlučín, à 8 km au nord-nord-ouest d'Ostrava, à 26 km à l'est-sud-est d'Opava et à 273 km à l’est de Prague.
La commune est limitée par Markvartovice au nord, par Šilheřovice à l'est, par Ostrava au sud et par Hlučín à l'ouest.

## Histoire
La première mention écrite de la localité date de 1303.

## Transports
Par la route, Ludgeřovice se trouve à 7 km d'Ostrava, à 27 km d'Opava et à 352 km de Prague.

## Jumelages
- Tisovec (Slovaquie)
- Putnok (Hongrie)
- Nowy Żmigród (Pologne)